# Железопътна естакада над язовир Цонево
Железопътната естакада над язовир „Цонево“ е поредица от 3 железопътни моста в Източна България, между село Струя (община Руен, област Бургас) и село Аспарухово (община Дългопол, област Варна).
Мостовете са по железопътната линия Карнобат – Синдел. Изградени са във връзка с нейното удвояване и електрифициране. От тях 2 моста преминават над язовир „Цонево“, като по този начин намаляват дължината на тази жп линия с 5 km и увеличават максимално допустимата скорост на движение.
Конструкцията на мостовете е еднотипна, като от югозапад на североизток имат съответно 8, 7 и 14 отвора по 30 m, а височината им достига 45 m над терена. Главните греди са сглобяеми стоманобетонни, а стълбовете и пътната плоча са изпълнени монолитно. Строителството на естакадата започва през 1989 – 1991 г., след което е прекъснато и мостовете са довършени през 2000 – 2002 г.